# Петорано (Пескара)
Петорано (итал. Pettorano) је насеље у Италији у округу Пескара, региону Абруцо.
Према процени из 2011. у насељу је живело 50 становника. Насеље се налази на надморској висини од 591 м.